# 共产中国与自由世界的未来
《共產中國與自由世界的未來》（英語：Communist China and the Free World's Future）是美國國務卿邁克·蓬佩奧於2020年7月23日在尼克松总统图书馆暨博物馆進行的演講。在當中，他呼籲自由世界團結起來和中國人一起改變中國共產黨。在演講中，蓬佩奧稱讚中國人是個充滿活力、熱愛自由的民族，與中國共產黨完全不同，他還批評「習近平總書記是一位业已破產的極權主義意識形態的真正信仰者」（英語：General Secretary Xi Jinping is a true believer in a bankrupt totalitarian ideology）。BBC將蓬佩奧的此次演講視為開啟第二次冷戰的新铁幕演讲。

## 背景
《共產中國與自由世界的未來》發表時，川普以所谓的“中国偷窃美国知识产权和商业秘密”向中国发动了中美贸易战，其第一階段協議亦於此時執行。之前，国家安全顾问罗伯特·C·奥布莱恩、联邦调查局局长克里斯托弗·A·雷及司法部长威廉·巴尔等川普政府官員先后分别在亚利桑那州、哈德逊研究所和福特总统博物馆就美中关系发表了系列公开讲话， 介绍了美中在意识形态、情报及经济领域里的对抗。

## 内容

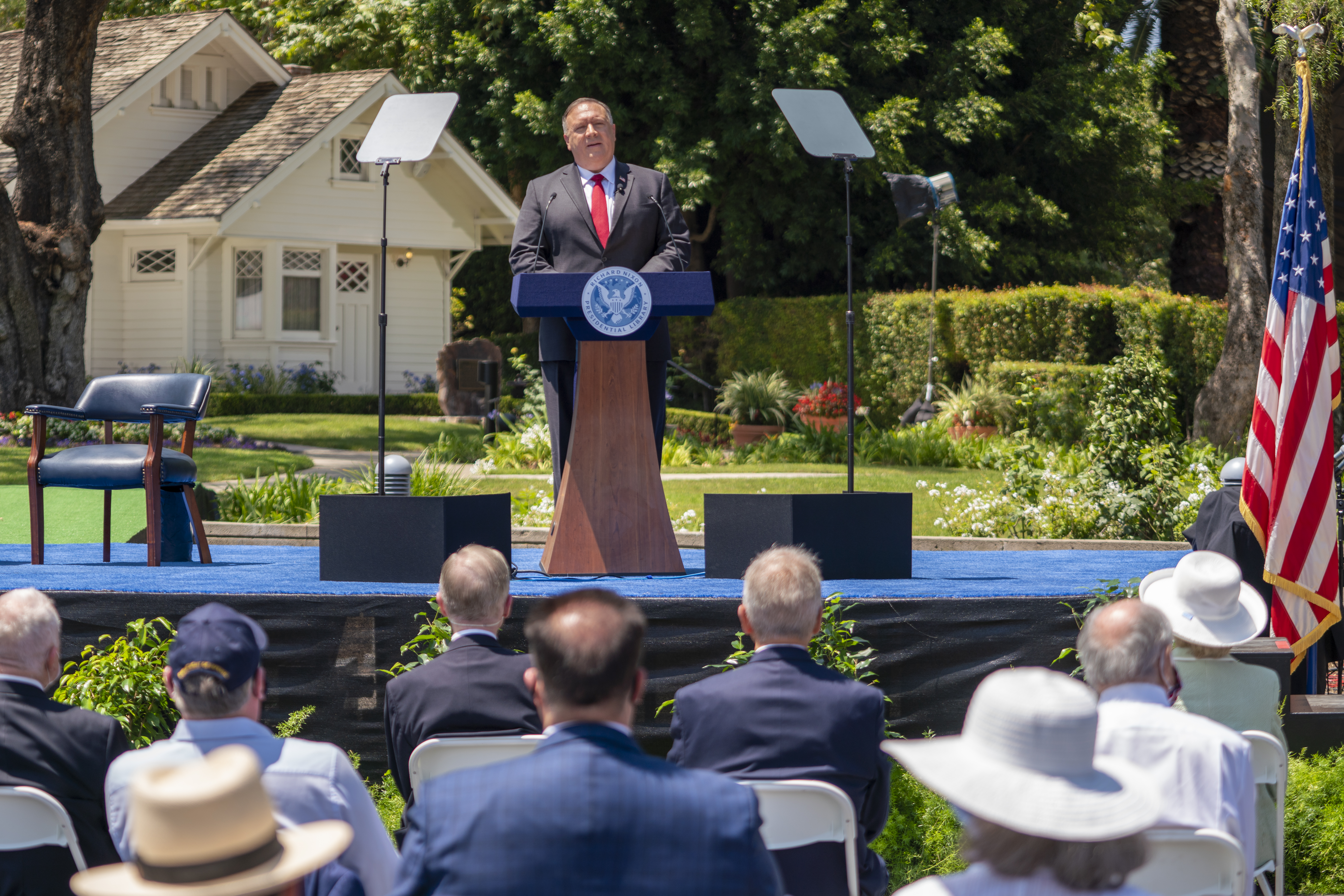
蓬佩奧发表演讲

蓬佩奥国务卿在尼克松总统图书馆的讲话则全面阐述了川普政府对美中关系前途的看法，“详述中国的威胁对我们的经济、自由乃至全球自由民主国家的未来所产生的意义”。

### 中美新模式：持續接觸但以民主社會為前提
演讲开头先抛出对中美建交50年的疑问。他表示，如果世界仍想保持自由的话，“跟中国盲目交往的老旧范式是走不通的”。他提到中国对“武漢病毒”、香港反送中運動、新疆集中營、贸易霸凌及军队愈发“险恶”等问题的处理及回应。然而蓬佩奥的演讲将中国人和中国共产党进行区分，表示“我们必须同时与中国人民进行交往，给予他们权利，他们是一群充满活力、热爱自由的人，跟中国共产党完全不同”。演讲表示，“最大的谎言莫过于中国共产党为受监视、压迫，害怕发声的14亿人代言”，而真相是“中国共产党害怕中国人的诚实观点，胜过外国敌人”。他表示中国共产党中央委员会总书记习近平是“濒临破产的极权主义意识形态的真正信徒”。蓬佩奥呼吁自由世界联手帮助中国改革。

### 演讲中指涉的觀點與見解

#### 自由世界所擁有的特質
在讲话中，蓬佩奥在提到自由世界与中共等共产主义政权的斗争时，多次使用“自由世界”一词。这其中包括针对中國追求“小国服从于大国的屈从式国际制度，而不是小国共享平等权利、依规则形成的国际制度”的人士发起的斗争，以及对不关心自然权利或开放市场的中国共产党发起的斗争。蓬佩奥指出，自由世界的公平屬性，为中国培育了健康的经济，但中国共产党却反过来剥削自由世界。

#### 理查德·尼克松的對中外交
演讲提到了理查德·尼克松与中国接触的政策。讲话指，尼克松在他的一篇讲中美关系的文章中表示，“只有中国改革，世界才会安全”，而美国的目标“应该是促成变革”。蓬佩奥认为，尼克松对中共的形容已经变成“弗兰肯斯坦的怪物”。

#### 中共與苏共
演講中提到，中共正重蹈苏联过去犯下的错误。但又指中共与苏联有所不同，中共渴望中国在全球形势下实现规模更大的一体化。蓬佩奥也提到了罗纳德·里根讲苏联问题时用过的“信任，但要核实”一词，认为放在中共身上应变成“不信任，而且要核实”。

#### 幫助中國异见者

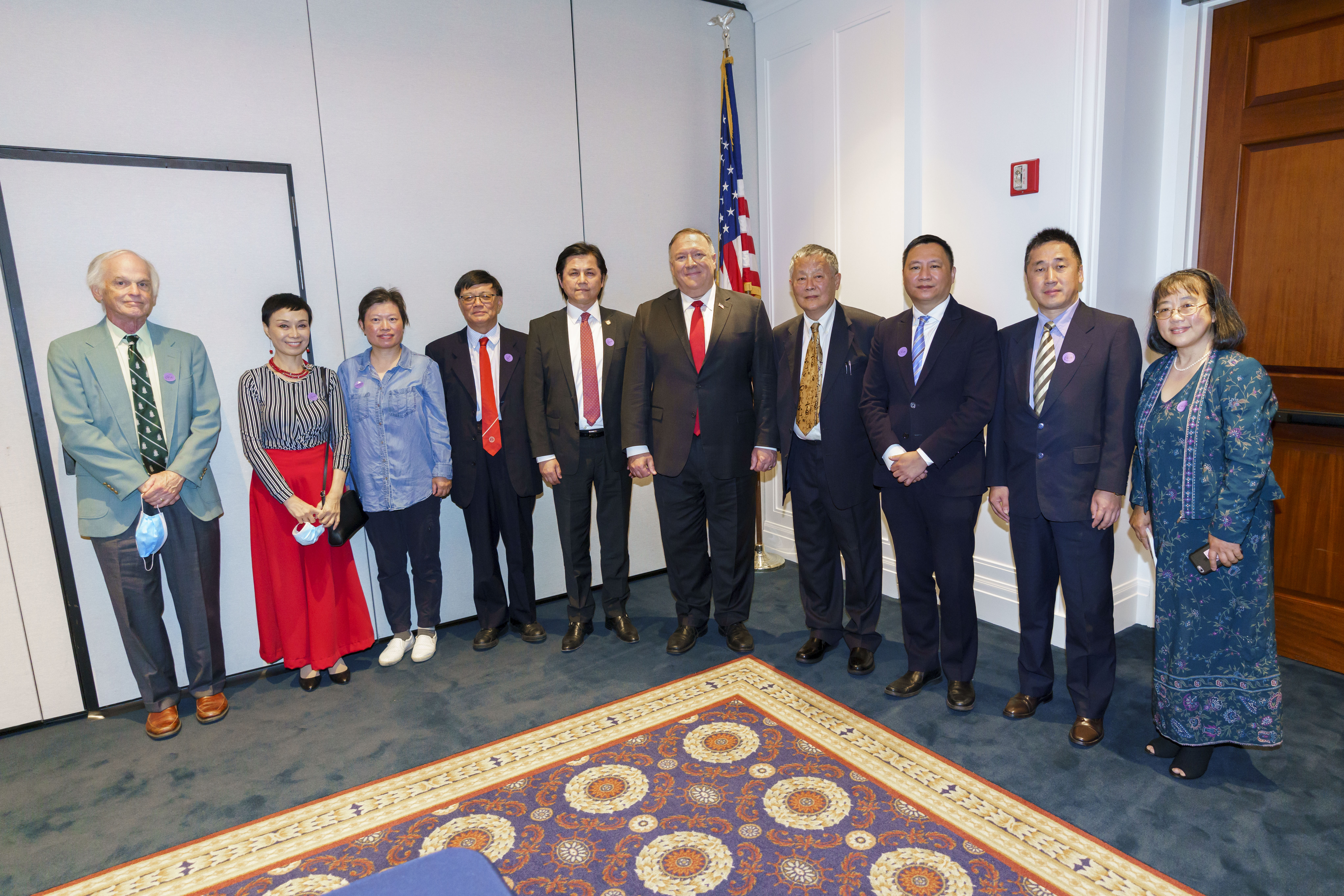
蓬佩奥会见美国国际宗教自由委员会委员努里·特克尔（左四）、中国持不同政见人士魏京生（右四）和王丹（右三），以及侨民代表。

蓬佩奥在演讲中提到罗冠聪、魏京生和王丹。魏京生和王丹出席了此次活动，蓬佩奥让他们向观众问好。蓬佩奥称魏京生“中国民主运动之父”、称六四事件幸存者王丹为“从未停止为中国人民争取自由的关键学生”。蓬佩奥认为，“中国异见者曾警告我们所面对政权的本质”，而这些话常常被前任的美国领导者忽略，美国与异见者的接触将会逐渐增加。

#### 好莱坞
蓬佩奥认为好莱坞是“美国创意自由的中心”，也是“自认社会正义仲裁者”的云集之地。但眼下好莱坞的自由审查极为严重，即便是最轻微的对中国不利指涉都会被抹去。

## 评价

### 正面
美國南卡羅來納州聯邦參議員林賽·格雷厄姆表示，美國國務卿蓬佩奧在關閉中國駐休士頓總領事館一事上做得非常好。格雷厄姆指出，中國共產黨正在利用其在美國的外交和學生人員，試圖在涉及知識產權尤其是在疫苗開發領域時，無視美國。同時格雷厄姆指出，美國總統唐納·川普在他的一生中，為對抗中國共產黨所做的工作比任何一位美國總統都要多。對此他感謝川普總統的領導。
美國佐治亞州聯邦參議員凱利·羅福勒表示，中國共產黨的欺騙是無止境的，包括在疫情上誤導世界、試圖竊取美國疫苗研究、在美國國務院要求關閉中國駐休士頓總領事館期間燒毀盜竊和間諜活動的文件，對此羅福勒很高興看到美國國務卿蓬佩奧要求中國共產黨為其惡行負責。
美國佛羅里達州聯邦眾議員邁克爾·瓦爾茲表示，中國共產黨是一個專制獨裁政權，致力於摧毀自由世界並獲得對其人民的全面控制，對此瓦爾茲讚揚美國總統唐納·川普及美國國務卿蓬佩奧正視中國共產黨這個美國歷史上面臨的最危險敵人。
美國路易斯安那州聯邦參議員約翰·尼利·甘迺迪表示，美國終於站起來對抗中國共產黨，自由世界要求其他國家加入他們的行列。
美國德薩斯州聯邦眾議員蘭斯·古登表示，中國共產黨的侵略是全球性的，自由世界的盟友必須警惕中國共產黨。
美國田納西州聯邦眾議員馬克·格林表示，如果中國共產黨提前一周通知世界，就可以預防60％的美國人因冠狀病毒而死亡，而現在中國共產黨黑客正試圖竊取疫苗研究。
美國阿肯色州聯邦眾議員里克·克勞福德表示，中國共產黨不斷證明他們是自由世界的最大敵人。

### 负面
中华人民共和国外交部发言人汪文斌批驳称：“蓬佩奥的言论罔顾事实、颠倒黑白，充斥着意识形态偏见和冷战思维，是美国政府高官近期密集炮制涉华政治谎言的‘大杂烩’。”他还指出，蓬佩奥代表不了民主自由，而是为了美国的霸权和身后的利益集团服务。另一位发言人华春莹表示，蓬佩奥的所作所为形象地展现了什么叫“蚍蜉撼树”。8月25日，《人民日报》以三个整版的篇幅，发布《蓬佩奥涉华演讲的满嘴谎言与事实真相》一文，对该演讲逐条批驳。9月3日，习近平在纪念中国人民抗日战争胜利75周年座谈会上讲话，以“五个绝不答应”的言论，不点名回击蓬佩奥。
前美国亚太助理国务卿丹尼尔·罗素指出，蓬佩奥的演讲效果将“适得其反，这会强化中国人对习近平的支持，以及对美国的愤怒”。
美国外交学会会长理查德·哈斯指出：“美国国务卿迈克·蓬佩奥就中国发表了言辞激烈的演讲。但问题不仅仅在于我们这个国家的首席外交官毫无外交手腕，更糟糕的是他对历史的描述是错误的。同时未能提出一条连贯或可行的道路，以管理比任何其他关系都更能定义这个时代的双边关系。”
新加坡的聯合早報認為，此次演講給中美關係帶來嚴重負面影響，為打冷戰留下廣闊空間。